# 46e division de fusiliers motorisés
Cet article concerne la division des années 1980. Pour la 46e division de fusiliers motorisés existant entre 1957 et 1964, voir 69e brigade de couverture.
La 46e division de fusiliers motorisés (russe : 46-я мотострелковая дивизия) est une unité militaire soviétique active de 1980 à 1989.

## Historique
La division est créée lorsque la 4e division de fusiliers motorisés de la Garde quitte Lougansk pour le district militaire du Turkestan (en) en février 1980. Le 15e régiment de fusiliers motorisés de la Garde sert alors de base pour la 46e division.
En décembre 1985, la division compte 3 100 militaires, 214 T-54 ou T-55, 9 BMP-1, 357 BTR-60, 18 canons de 122 mm D-74 (en) et 36 obusiers de 122 mm M-30. La division est du « type B », à effectifs réduits.
La division est dissoute en mars 1989 lorsque 4e division de fusiliers motorisés de la Garde réintègre sa base d'origine.